# Barkeria barkeriola
Barkeria barkeriola es una especie de orquídea epífita originaria de  México.

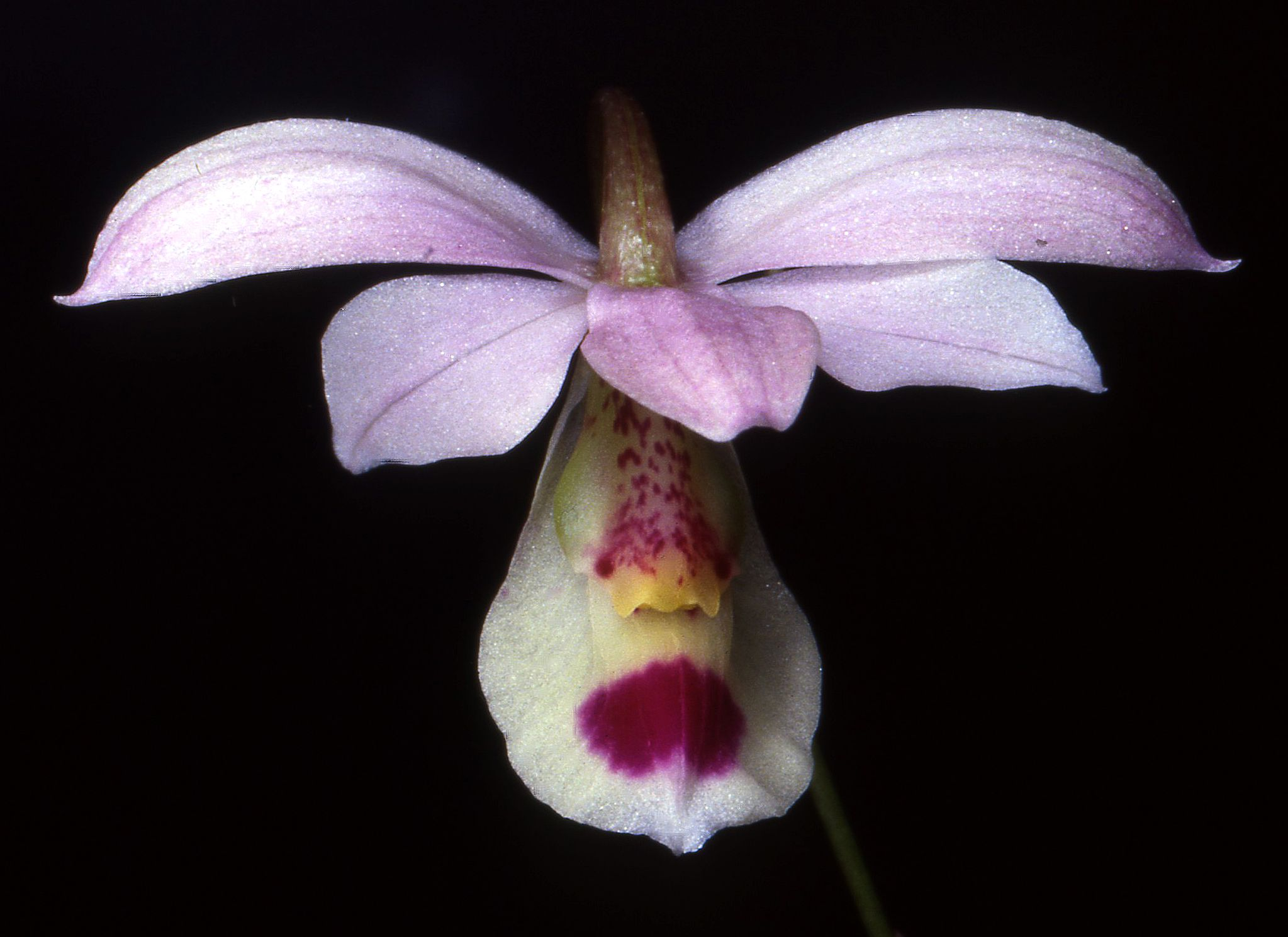
Detalle de la flor

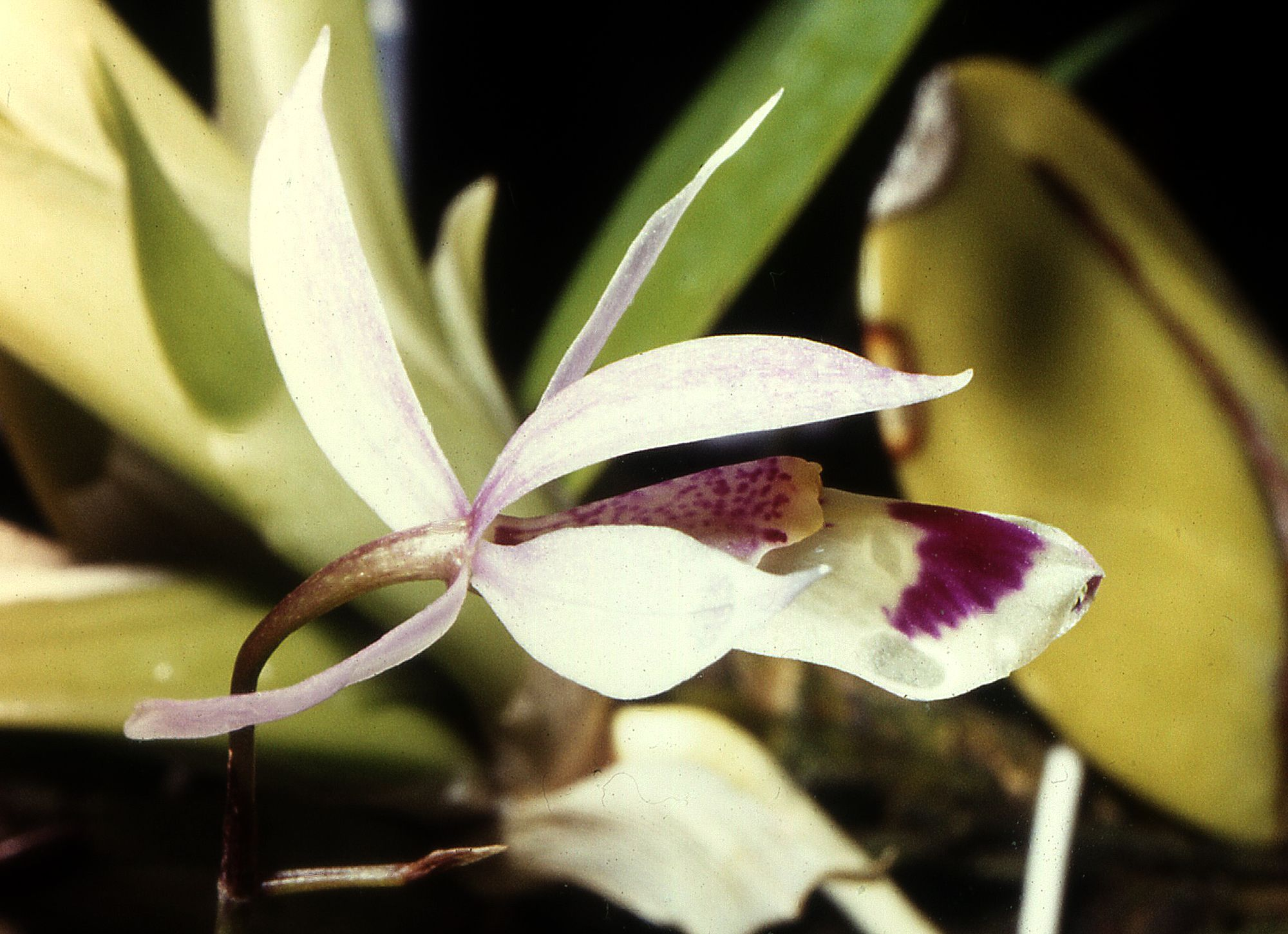
Vista de la planta

## Descripción
Es una orquídea epífita con pseudobulbos delgados hinchados en forma de huso, que llevan hojas apicales, delgadas y caducas que se caen antes de que florezca. La floración se produce en una inflorescencia apical, de 27 cm de largo,  racemosa con hasta 10 flores que aparecen al final del verano y en el otoño.

## Distribución y hábitat
Se encuentra en Jalisco, Sinaloa y Nayarit, México, habitando en bosques subtropicales a altitudes entre los 600 y los 1100 m s. n. m..

## Taxonomía
Barkeria barkeriola fue descrita por Heinrich Gustav Reichenbach y publicado en The Gardeners' Chronicle & Agricultural Gazette 22: 616. 1884.
Etimología
Ver: Barkeria
barkeriola: epíteto otorgado en honor de George Barker.
Sinonimia
- Epidendrum barkeriola (Rchb.f.) A.H.Kent
- Epidendrum barkeriola (Rchb. f.) Rchb. f.[3][4]